# Stuka Jr.
Omar Alvarado García (17 de julio de 1979) conocido por su nombre de ring Stuka Jr. es un luchador profesional enmascarado de segunda generación, trabaja para el Consejo Mundial de Lucha Libre. Stuka Jr. es el hermano menor de Stuka.  El 16 de septiembre de 2022, Stuka Jr. perdió un combate de Lucha de Apuestas ante Atlantis Jr., luego de lo cual se vio obligado a desenmascararse y revelar su nombre de nacimiento. Su máscara fue diseñada para parecerse a las gafas de aviador y un casco de piloto de principios del siglo XX, y sus mallas incluyen diseños que representan la insignia Balkenkreuz de la Luftwaffe, que refleja el bombardero en picado Stuka del que toma su nombre.
Durante años, Stuka Jr. formó un equipo con Fuego, conocido como Los Bombaderos, estos ostentaron el Campeonato en Parejas del CMLL Arena Coliseo durante un récord de cuatro años y medio. Es el actual campeón mundial histórico de peso semipesado de la NWA, habiéndolo ganado el 12 de agosto de 2018. También es ex titular del Campeonato Nacional de Tríos de México, con Metro y Máscara Dorada, ex campeón de peso semipesado de Occidente y ganador del torneo Reyes del Aire 2014 ("Rey del aire").

## Vida personal
Stuka Jr. nació el 17 de julio de 1974 en Gómez Palacio, Durango en México.  Su padre era un luchador profesional conocido como el  Oso García. Su hermano mayor de 15 años, Joel García, ya había hecho su debut en la lucha libre profesional cuando nació Stuka Jr., usando el nombre de "Stuka". Sus otros hermanos siguieron sus pasos, trabajando bajo los nombres "Oso Negro" y Dandy García.

## Carrera en la lucha libre profesional
Stuka Jr. hizo su debut en la lucha libre profesional en 2002, después de entrenar con su hermano mayor Stuka y con el entrenador local El Moro. Adoptó el nombre de anillo Stuka Jr., inspirado en su hermano, adoptando un traje de anillo adornado con la insignia Balkenkreuz de la Luftwaffe alemana y una máscara diseñada para parecerse a las gafas de aviador y un casco. Sin embargo, evitó el uso de insignias nazis en su equipo de anillo. Los hermanos Stuka se unieron y ganaron el Campeonato de Parejas del Norte de México poco después de que Stuka Jr. hiciera su debut en la lucha libre. 

### Consejo Mundial de Lucha Libre (2005-presente)
A principios de 2005, Stuka Jr. hizo su debut para el Consejo Mundial de Lucha Libre (CMLL), formando equipo con Chamaco Valaguez Jr. y Sensei para derrotar a Pandilla Guerrera (Arkangel de la Muerte, El Koreano y Hooligan) Debido a la relación de trabajo de CMLL con International Wrestling Revolution Group (IWRG), Stuka Jr. participó en varios de los principales eventos de IWRG, incluida la participación en el evento Guerra del Golfo 2005 de IWRG. En Guerra del Golfo Stuka Jr., El Felino, Mephisto y Pierroth escaparon del combate de jaula de acero, lo que obligó a Ultra Mega a competir y perder su máscara ante Nemesis. En CMLL estuvo trabajando principalmente en los partidos de apertura mientras recibía entrenamiento adicional de su entrenador en jefe Satánico. La primera exposición titular de Stuka Jr. se produjo cuando participó en el primer Torneo cibernético clasificatorio para el torneo Leyenda de Plata 2007 el 18 de mayo de 2007, donde fue eliminado por el eventual ganador, el Sr. Águila.

### Búsqueda del campeonato individual (2017-presente)
Para el Torneo Nacional de Parejas Increíbles de 2017, Stuka Jr. se asoció con Hechicero como parte de su rivalidad en la historia que se desarrolla lentamente. El dúo perdió ante Rush y El Terrible en la primera ronda. Un mes después, Hechicero defendió con éxito el Campeonato mundial histórico de peso semipesado de la NWA contra Stuka Jr. La larga rivalidad entre Stuka Jr. y Hechicero dio otro giro cuando Stuka Jr. derrotó a Hechicero para ganar el Campeonato mundial histórico de peso semipesado de la NWA el 14 de agosto de 2018.

## Estilo y personalidad de lucha libre profesional
A Stuka Jr. se le atribuye la invención de la inmersión "Torpedo Plancha". Para este movimiento, Stuka Jr. sube a la cuerda superior, mirando hacia el ring, luego salta hacia atrás en un movimiento giratorio sobre el poste superior del ring, aterrizando sobre un oponente en el suelo. Otro movimiento de alto vuelo que Stuka Jr. usa a menudo durante los partidos de etiqueta o tríos involucra a uno de sus compañeros de equipo de etiqueta que realiza una voltereta de mono desde la rampa de entrada, lanzando a Stuka Jr. en el aire y sobre un oponente en el suelo. A menudo gana sus partidos con el "Torpedo Splash", un chapoteo saltando desde la cuerda superior donde Stuka Jr. mantiene ambos brazos rectos hacia los lados para simular una bomba que cae del cielo. Su estilo de lucha le ha valido el apodo de "el misil humano".